# Busto (Lalín)
Busto (oficialmente San Facundo de Busto) es una parroquia española del municipio de Lalín, perteneciente a la provincia de Pontevedra, en la comunidad autónoma de Galicia.

## Historia
Hacia mediados del siglo XIX, el lugar, ya por entonces perteneciente a Lalín, tenía contabilizada una población de noventa habitantes. Aparece descrito en el cuarto volumen del Diccionario geográfico-estadístico-histórico de España y sus posesiones de Ultramar de Pascual Madoz con las siguientes palabras:

BUSTO: (San Facundo): felig. en la prov. de Pontevedra (10 leg.), part. jud. y ayunt. de Lalin (1), dióc. de Lugo (10): sit. en el declive occidental del monte Carrio, con libre ventilacion y clima sano, aunque frio. Tiene 18 casas repartidas en las ald. de que se compone, que son: Cajide, Lamparte, Sestos y Souto. La igl. parr. dedicada á San Facundo está servida por un cura de provision ordinaria. Confina el térm. con el de las felig. de Losou y Anzo. El terreno, en lo general montuoso y bastante áspero, es fértil y productivo; si bien escaso de árboles, abunda en yerbas de pasto. En varios puntos brotan fuentes de esquisitas aguas que utilizan los hab. para el consumo de sus casas, abrevadero de ganados y otros objetos agricolas. Los caminos son locales y malos. El correo se recibe de la cap. del part. prod.: cereales, legumbres, lino y hortalizaa: se cria ganado vacuno, de cerda, lanar y cabrio, y hay mucha caza de cuadrúpedos y volateria. pobl.: 18 vec., 90 alm. contr. con su ayunt. (V.)
(Madoz, 1846, p. 681)

En 2022, tenía empadronados 55 habitantes.